# Campo Alto
Campo Alto är en ort i Mexiko.   Den ligger i kommunen Balancán och delstaten Tabasco, i den sydöstra delen av landet, 800 km öster om huvudstaden Mexico City. Campo Alto ligger 26 meter över havet och antalet invånare är 138.
Terrängen runt Campo Alto är mycket platt. Runt Campo Alto är det glesbefolkat, med 20 invånare per kvadratkilometer. Närmaste större samhälle är Balancán de Domínguez, 7,3 km söder om Campo Alto. Omgivningarna runt Campo Alto är en mosaik av jordbruksmark och naturlig växtlighet.